# Carretera Federal 68D
La Carretera Federal 68D es una Autopista de cuota que recorre el estado de Nayarit, inicia en Tequepexpan y termina en Compostela, tiene una longitud total de 35 km. Es un libramiento que parte de la Carretera Federal 15
Las autopistas y carreteras de acceso restringido son parte de la red federal de carreteras y se identifican mediante el uso de la letra “D” añadida al final del número de carretera.

## Trayecto

### Nayarit
- Tequepexpan – Carretera Federal 15
- Puerta del Río
- Las Guasimas
- San Pedro Lagunillas
- Compostela – Carretera Federal 200